# مزرعة شهيد شمسي بور (قهاب رستاق)
مزرعة شهید شمسي بور (بالإنجليزية: Mazraeh-ye Shahid Shamsipur)‏ هي مستوطنة تقع في إيران في قسم قهاب رستاق الريفي.